# Pomník obětem 2. světové války v Pustkovci
Pomník obětem 2. světové války, nazývaný také Památník 311 obětem okupace a 2. světové války, se nachází u silnice/ulice Puskovecká v Puskovci, místní části města Ostrava v Moravskoslezském kraji. Geograficky se nachází v geomorfologickém celku Ostravská pánev.

## Historie a popis pomníku
Památník obětem 2. světové války je tvožen souborem pěti bludných balvanů. Balvany jsou stupňovitě umístěny. Tři největší balvany jsou umístěny na kamenné zídce a dva vedle zídky. Na centrálním (největším) balvanu je umístěna kamenná deska s textem připomínajícím úmrtí 311 obětí nacistické okupace Československa a druhé světové války. Bludné balvany jsou z nálezů v blízkém okolí současné polohy pomníku. Zaniklý pevninský ledovec přirozeným způsobem transportoval bludné balvany do Pustkovce z oblasti Fennoskandinávie (s nějvětší pravděpodobností ze Švédska) v době ledové. Místo je ohrazeno nízkým kovovým plotem a celoročně volně přístupné.

## Galerie

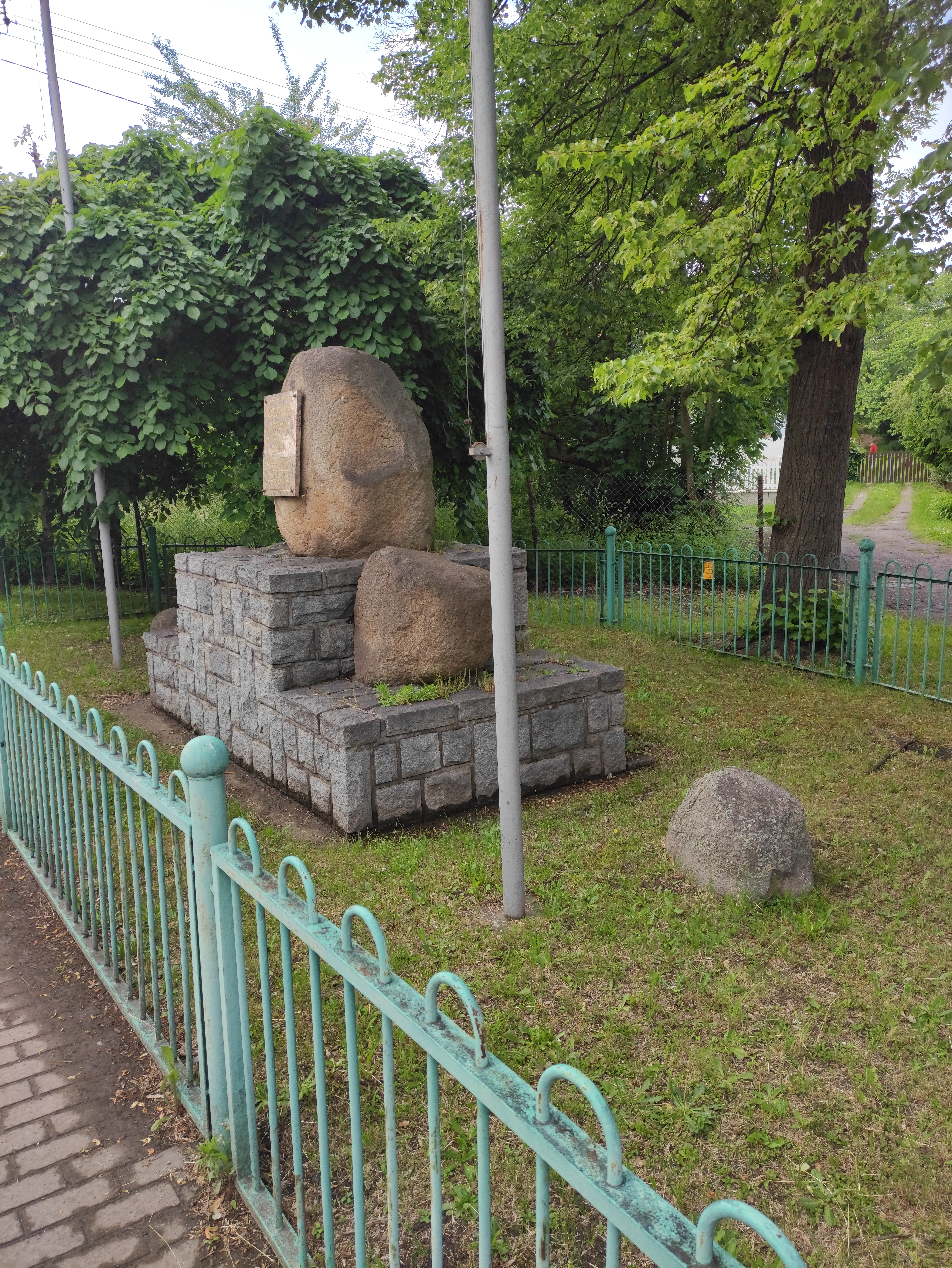
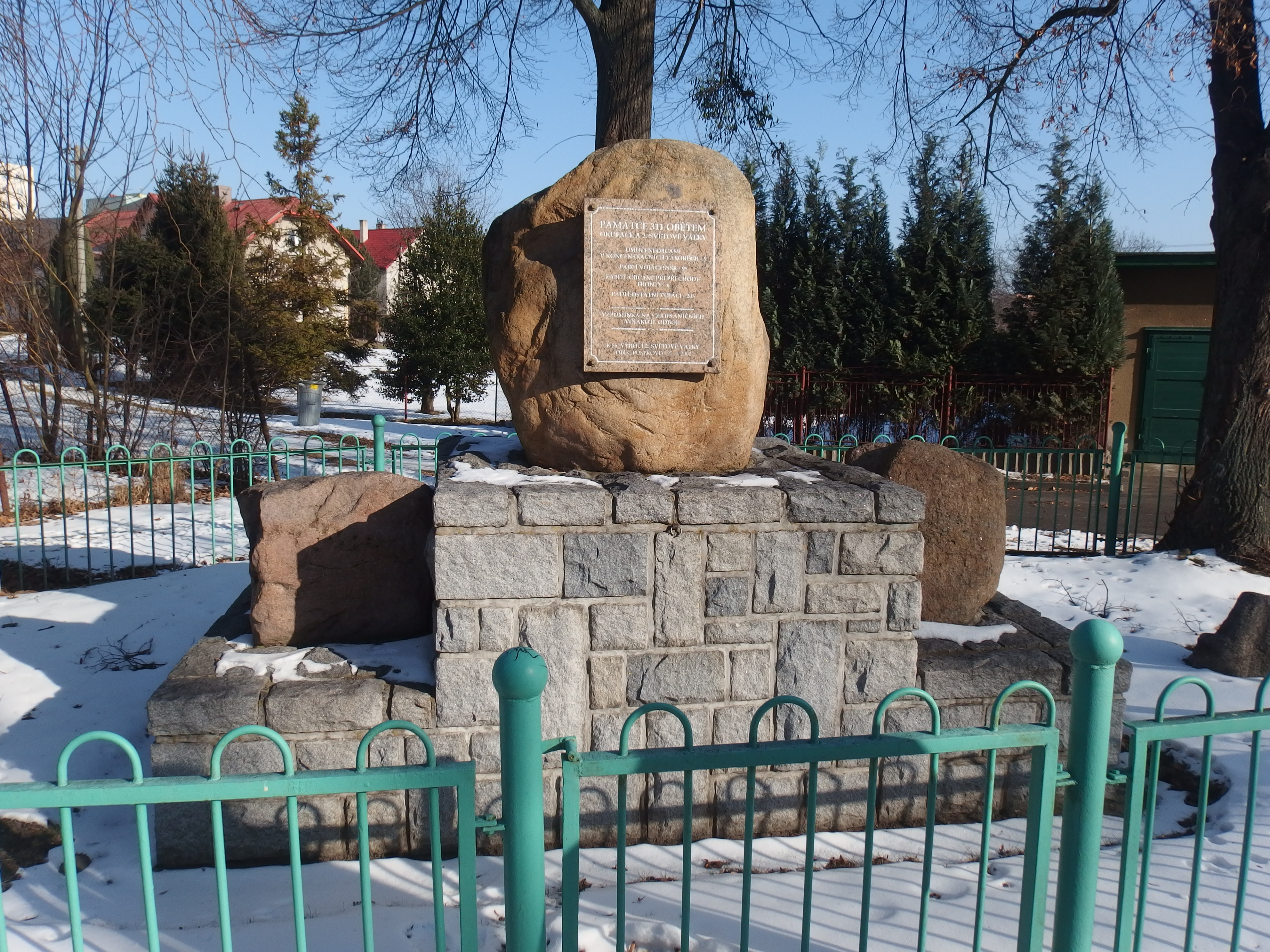
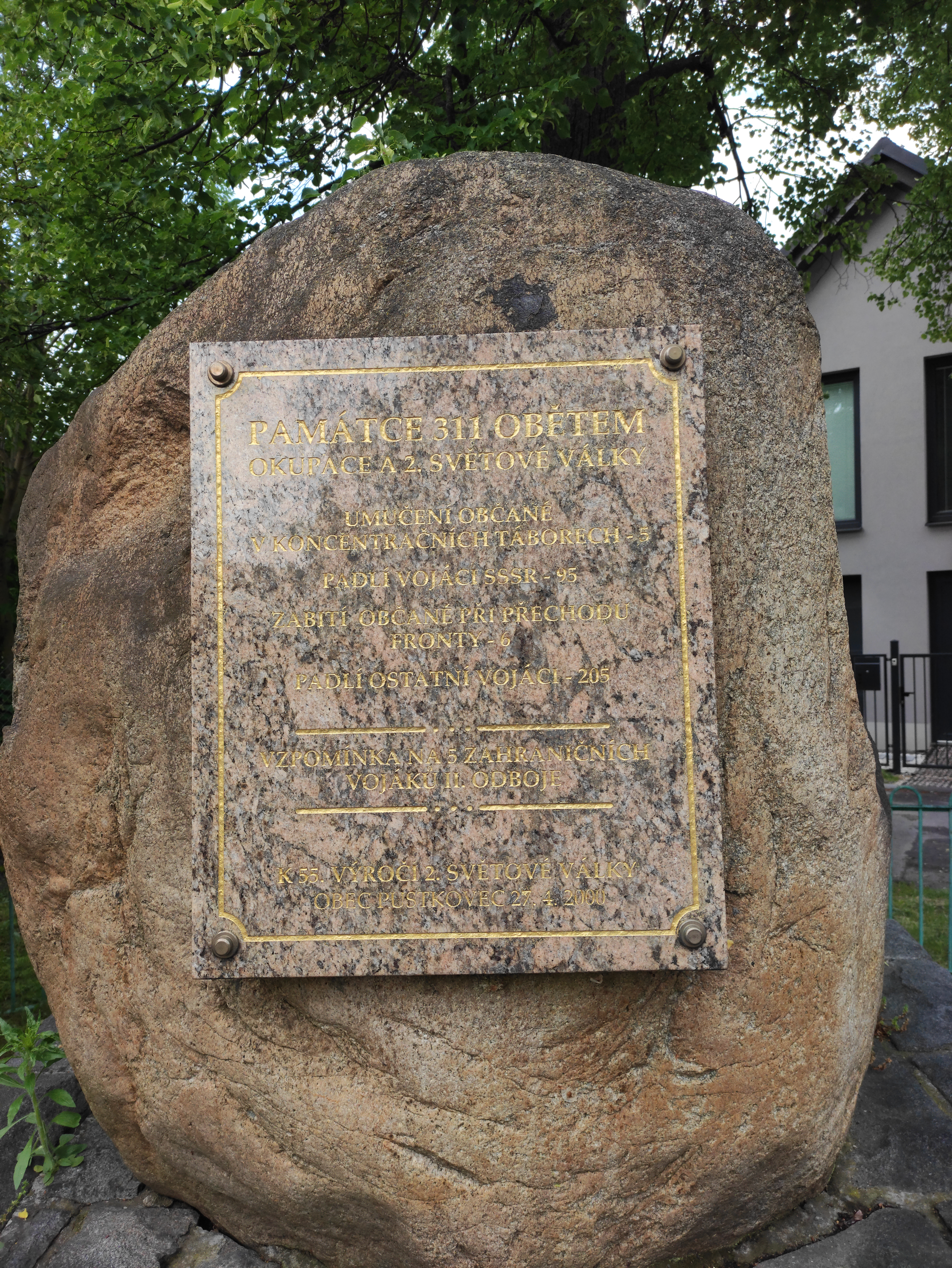

## Další informace
V Pustkovci jsou k vidění také další bludné balvany, z nichž největší a nejtěžší je Pustkovecký bludný balvan.
V blízkosti se také nachází Pomník obětem 1. světové války v Pustkovci.